# Matsuichi Yamada
Matsuichi Yamada (山田 松市, Yamada Matsuichi, Numazu, 21 februari 1961) is een Japans voormalig voetballer die als middenvelder speelde en voetbaltrainer.

## Carrière
In 1979 ging Yamada naar de Kokushikan University, waar hij in het schoolteam voetbalde. Nadat hij in 1983 afstudeerde, ging Yamada spelen voor Honda. In 7 jaar speelde hij er 51 competitiewedstrijden en scoorde 8 goals. Yamada beëindigde zijn spelersloopbaan in 1990.
In 1990 startte Yamada zijn trainerscarrière bij Honda als assistent-trainer. Hij tekende in 1992 bij Yamaha Motors, de voorloper van Júbilo Iwata. In 2002 werd hij bij Shonan Bellmare assistent-trainer. In 2003 nam hij het roer over van de opgestapte Samir als trainer. In 2007 werd hij bij Tokushima Vortis assistent-trainer. Tussen 2010 en 2014 trainde hij Vanraure Hachinohe.